# Drenaggio fiscale
Il drenaggio fiscale, fiscal drag in inglese e progressione a freddo in Svizzera, consiste nell'aumento della pressione fiscale (cioè del rapporto tra imposte dirette, imposte indirette, contributi sociali e prodotto interno lordo di un paese), originato dall'espansione inflazionistica dei redditi in presenza di aliquote fiscali crescenti. In un contesto inflazionistico, a parità di aumento dei redditi (che dovrebbero aumentare di pari passo col livello dei prezzi, in presenza di un adeguamento automatico dei salari), il drenaggio fiscale interviene laddove i percettori di redditi, inquadrati all'interno di scaglioni di imposta, subiscono l'applicazione di una aliquota superiore, pur mantenendo invariato, al lordo, il valore reale dei salari. Il drenaggio fiscale si applica di solito ai cespiti e non ai redditi catastali e alle imposte ad valorem (come l'iva).
Il reddito "disponibile", al netto, risulta di conseguenza inferiore. Il fiscal drag consiste di fatto in un aumento "mascherato" delle imposte, all'interno di un contesto inflazionistico che allinea il livello dei prezzi a quello dei redditi, e quindi ai relativi scaglioni di imposta.
Un modo per colpire il drenaggio fiscale può essere rappresentato dall'attuazione di un meccanismo di indicizzazione, ossia di agganciamento delle deduzioni e delle aliquote al valore dell'inflazione (perequazione contributiva). Le detrazioni, infatti, al contrario dei redditi, sono regressive, riducendosi con l'aumentare del reddito: l'aumento del reddito dovuto all'inflazione determina una riduzione delle detrazioni, di conseguenza un adeguamento delle deduzioni e soprattutto delle aliquote consente di evitare lo scatto di quote di reddito imponibile superiori o di applicare un ammortamento dell'imponibile cercando di equiparare le deduzioni all'inflazione. 

## Esempio
Una persona che guadagna 20.000 € l'anno, soggetto ad una tassazione del 20% oltre la soglia di non tassazione di 5.000 € l'anno, pagherà (20.000-5.000) lo 0,2, che equivale a 3.000 € di imposte, cioè il 15% del suo reddito.
Si supponga, allora, per il recupero sull'inflazione, che il suo reddito aumenti del 5% mentre il governo incrementi il limite di non tassazione del 2%. In questo caso dovrà pagare (21.000-5.100) lo 0,2, pari a 3.180 €, ovvero il 15,14% del reddito. A questo occorre anche aggiungere quanto dovrà pagare in più nel caso l'aumento di reddito lo facesse rientrare in una aliquota fiscale maggiore. In questo caso la proporzione del guadagno prelevato dal fisco è aumentata, al netto di un mancato aumento reale dei redditi.
L'effetto può essere ancor più marcato per il contemporaneo aumento del reddito reale (scatti di anzianità, promozioni, aumento del volume d'affari, ecc.).